# Landkreis Rohatyn
Powiat Rohatyn (niem. Landkreis Rohatyn, Kreishauptmannschaft Rohatyn, pol. powiat rohatyński) – jednostka podziału administracyjnego Generalnego Gubernatorstwa w 1941 roku, wchodząca w skład dystryktu galicyjskiego. Siedziba dystryktu znajdowała się w Rohatynie.
Tereny obwodu stanisławowskiego zostały zajęte przez wojska niemieckie w czerwcu 1941. Galicja Wschodnia weszła 1 sierpnia 1941 w skład Generalnego Gubernatorstwa pod nazwą Dystrykt Galicja na mocy dekretu Adolfa Hitlera z 1 sierpnia 1941. Niemieckie władze wojskowe sprawowały władzę do 5 sierpnia 1941, kiedy to utworzono Landkreis Rohatyn z ukraińskiego rejonu rohatyńskiego.
15 września 1941 Landkreis Rohatyn zniesiono, włączając jego obszar do  Landkreis Stanislau.